# Wilhelm Hirsch (Triathlet)
Wilhelm Hirsch (* 18. März 1998) ist ein deutscher Triathlet. Er wird in der Bestenliste deutscher Triathleten auf der Ironman-Distanz geführt.

## Werdegang
Im Jahr 2010 bestand für Hirsch die Möglichkeit, an die Eliteschule des Sports in Halle an der Saale zu wechseln, um eine optimales Gleichgewicht zwischen Triathlon und Schule zu schaffen. Dies war der Eintritt in den Triathlon als Leistungssport. 2016 erfolgte die Berufung in den Bundeskader der Deutschen Triathlon Union.
2022 startete er in der 1. Triathlon-Bundesliga. Er belegte dort den sechsten Platz in der Gesamteinzelwertung der Männer. 
Im gleichen Jahr wurde er im Mai Deutscher Meister auf der Triathlon-Mitteldistanz und im Juni FISU-Studentenweltmeister in der gemischten Staffel (Mixed Relay).
Im Oktober 2024 konnte der 26-Jährige den Ironman Barcelona in 7:30:16 h, mit persönlicher Bestzeit auf Platz zwei beenden und damit qualifizierte er sich für einen Startplatz bei der nächsten Ironman-Weltmeisterschaft am 14. September 2025 in Nizza.
Neben dem Sport absolviert Hirsch ein Studium der Betriebswirtschaftslehre an der Martin-Luther Universität in Halle. Er wird trainiert von Mario Schmidt-Wendling.
Im März 2025 wurde Hirsch Deutscher Meister im Duathlon über die Sprintdistanz in Halle.

## Sportliche Erfolge
| Datum/Jahr    | Platz | Wettbewerb                                         | Austragungsort | Zeit     | Bemerkung                                                                                 |
| ------------- | ----- | -------------------------------------------------- | -------------- | -------- | ----------------------------------------------------------------------------------------- |
| 9. Sep. 2022  | 1     | FISU Triathlon Mixed Relay                         | Maceio         | 00:18:53 | Studentenweltmeister in der Staffel; mit Jannik Schaufler, Céline Kaiser und Bianca Bogen |
| 26. Juni 2022 | 12    | DTU Deutsche Meisterschaft Triathlon Sprintdistanz | Berlin         | 00:52:06 | hinter Lasse Lührs                                                                        |

| Datum/Jahr    | Platz | Wettbewerb                                         | Austragungsort    | Zeit     | Bemerkung                                                      |
| ------------- | ----- | -------------------------------------------------- | ----------------- | -------- | -------------------------------------------------------------- |
| 29. Juni 2025 |       | Ironman Germany                                    | Frankfurt am Main |          |                                                                |
| 14. Juni 2025 | 10    | T100 Vancouver                                     | Vancouver         | 03:20:43 | [ 10 ]                                                         |
| 29. Nov. 2024 | 3     | Ironman 70.3 Bahrain                               | Manama            | 03:33:18 | Middle East Championship                                       |
| 6. Okt. 2024  | 2     | Ironman Barcelona                                  | Calella           | 07:30:16 | persönliche Bestzeit auf der Langdistanz; hinter Jan Stratmann |
| 15. Aug. 2024 | 20    | Ironman Germany                                    | Frankfurt am Main | 07:50:08 | [ 13 ]                                                         |
| 28. Juli 2024 | 1     | Frankfurt City Triathlon                           | Frankfurt am Main | 03:17:30 | Mitteldistanz                                                  |
| 19. Juli 2024 | 3     | Trumer Triathlon                                   | Obertrum am See   | 03:51:06 | Mitteldistanz                                                  |
| 29. Aug. 2023 | 1     | Ironman 70.3 Poznań                                | Posen             | 03:36:17 | [ 16 ]                                                         |
| 21. Juli 2023 | 1     | Ironman 70.3 Gdynia                                | Gdynia            | 03:15:06 | [ 17 ]                                                         |
| 16. Juli 2023 | 3     | Trumer Triathlon                                   | Obertrum am See   | 03:56:45 | Mitteldistanz                                                  |
| 29. Mai 2022  | 1     | DTU Deutsche Meisterschaft Triathlon Mitteldistanz | Ingolstadt        | 03:30:18 | Deutscher Meister Triathlon Mitteldistanz Elite                |

| Datum/Jahr    | Platz | Wettbewerb                           | Austragungsort | Zeit     | Bemerkung                                  |
| ------------- | ----- | ------------------------------------ | -------------- | -------- | ------------------------------------------ |
| 24. Juni 2021 | 7     | ETU Aquathlon European Championships | Walchsee       | 00:28:24 | Europameisterschaft Aquathlon; 4. Rang U23 |

| Datum/Jahr    | Platz | Wettbewerb         | Austragungsort | Zeit     | Bemerkung                                     |
| ------------- | ----- | ------------------ | -------------- | -------- | --------------------------------------------- |
| 30. März 2025 | 1     | GISAduathlon Halle | Halle          | 01:01:46 | Deutsche Meisterschaft Duathlon Sprintdistanz |

(DNF – Did Not Finish)